# Milutin Osmajić
Milutin Osmajić (in serbo Милутин Осмајић?; 25 luglio 1999) è un calciatore montenegrino, attaccante del Preston N.E. e della nazionale montenegrina.

## Caratteristiche tecniche
È un centrocampista offensivo, col protrarsi della propria carriera ha trovato collocazione prestandosi come punta centrale, Osmajić è un attaccante che possiede una buona prestanza fisica. Sfrutta le sue capacità di finalizzatore prevalentemente dalla media distanza, si accentra usando il destro, il suo piede forte, è dotato di una buona potenza di tiro, in chiave offensiva si avvale della velocità di corsa e della capacità di muoversi negli spazi liberi, oltre a essere abile nel tagliare in area di rigore.

## Carriera

### Club

#### Sutjeska
Cresciuto nelle giovanili del Sutjeska, ha poi esordito tra i professionisti con quest'ultimo club, segna il suo primo gol nel campionato montenegrino con la rete del 2-1 battendo il Rudar Pljevlja il 18 aprile 2018. Nella stagione successiva vince la Prva crnogorska, Osmajić segna due gol, il primo che decide la vittoria su 1-0 contro l'OFK Titograd e il secondo nel match vinto per 2-0 contro il Budućnost.
Nell'edizione 2019-2020 realizza tredici reti, segna il gol del 2-0 battendo il Jezero, sigla una rete vincendo per 3-1 contro l'OFK Petrovac, inoltre segna una doppietta contro il Rudar Pljevlja e il FK Podgorica vincendo per 4-0 entrambe le partite, infine l'ultuma rete riesce a segnarla contro l'OFK Titograd perdendo per 2-1.

#### Cadice e Bandırmaspor
Viene ceduto al Cadice dove segna un solo gol, nella Coppa del Re nella goleada che si è conclusa per 7-0 contro il Villa de Fortuna il 2 dicembre 2021.
Il 31 gennaio 2022 viene ceduto in prestito al Bandırmaspor. Segna il gol del 2-0 vincendo contro l'Altınordu, realizza la rete del 3-1 battendo il Tuzlaspor, segnando il gol del 1-0 permette alla squadra di sconfiggere il Samsunspor, è autore di una tripletta vincendo per 5-1 contro il Balıkesirspor, l'ultima rete la segna battendo per 4-2 il Bursaspor.

#### Vizela e Preston
Si trasferisce in Portogallo nel 2022 giocando con il Vizela, segna una rete sconfiggendo per 3-0 il Vitória Guimarães e l'Estoril Praia, realizza il gol del 3-1 battendo il Rio Ave, sigla la rete del 1-0 vincendo contro il Santa Clara, riesce inoltre a segnare una doppietta nel successo per 3-0 contro il Marítimo.
Torna a giocare brevemente con il Cadice, disputando una sola partita, ma poi passa al club del Preston nella seconda divisione inglese, durante la Football League Championship nel suo primo campionato, segna un gol battendo per 2-1 il Birmingham, realizza una rete anche contro il Coventry City vincendo per 3-2, mette a segno un altro gol nel pareggio per 2-2 contro il Southampton, inoltre per merito di Osmajić la squadra batte per 4-1 l'Huddersfield Town scende in campo al 76° minuto di gioco segnando una tripletta. Segna tre reti nell'EFL Cup nel match vinto per 5-0 contro l'Harrogate Town.
Il 15 febbraio 2025 il centrocampista del Burnley Hannibal Mejbri ha accusato Osmajić di averlo insultato con espressioni razziste durante una partita, portando a una lunga sospensione dell'incontro dopo che Mejbri aveva reagito furiosamente a un commento di Osmajić.

### Nazionale
Ha giocato nella nazionale montenegrina Under-21.
L'11 novembre 2020 ha debuttato con la nazionale maggiore montenegrina giocando l'amichevole pareggiata 0-0 contro il Kazakistan. La sua prima rete con la maglia del Montenegro la realizza il 28 marzo 2022 in un'amichevole, conquistando un'inaspettata vittoria contro la Grecia per 1-0.

## Statistiche

### Cronologia presenze e reti in nazionale
| Cronologia completa delle presenze e delle reti in nazionale ― Montenegro | Cronologia completa delle presenze e delle reti in nazionale ― Montenegro | Cronologia completa delle presenze e delle reti in nazionale ― Montenegro | Cronologia completa delle presenze e delle reti in nazionale ― Montenegro | Cronologia completa delle presenze e delle reti in nazionale ― Montenegro | Cronologia completa delle presenze e delle reti in nazionale ― Montenegro | Cronologia completa delle presenze e delle reti in nazionale ― Montenegro | Cronologia completa delle presenze e delle reti in nazionale ― Montenegro |
| Data                                                                      | Città                                                                     | In casa                                                                   | Risultato                                                                 | Ospiti                                                                    | Competizione                                                              | Reti                                                                      | Note                                                                      |
| ------------------------------------------------------------------------- | ------------------------------------------------------------------------- | ------------------------------------------------------------------------- | ------------------------------------------------------------------------- | ------------------------------------------------------------------------- | ------------------------------------------------------------------------- | ------------------------------------------------------------------------- | ------------------------------------------------------------------------- |
| 11-11-2020                                                                | Podgorica                                                                 | Montenegro                                                                | 0 – 0                                                                     | Kazakistan                                                                | Amichevole                                                                | -                                                                         | 56’                                                                       |
| 2-6-2021                                                                  | Sarajevo                                                                  | Bosnia ed Erzegovina                                                      | 0 – 0                                                                     | Montenegro                                                                | Amichevole                                                                | -                                                                         | 63’                                                                       |
| 5-6-2021                                                                  | Podgorica                                                                 | Montenegro                                                                | 1 – 3                                                                     | Israele                                                                   | Amichevole                                                                | -                                                                         | 60’                                                                       |
| 1-9-2021                                                                  | Istanbul                                                                  | Turchia                                                                   | 2 – 2                                                                     | Montenegro                                                                | Qual. Mondiali 2022                                                       | -                                                                         | 78’                                                                       |
| 4-9-2021                                                                  | Eindhoven                                                                 | Paesi Bassi                                                               | 4 – 0                                                                     | Montenegro                                                                | Qual. Mondiali 2022                                                       | -                                                                         | 67’                                                                       |
| 7-9-2021                                                                  | Podgorica                                                                 | Montenegro                                                                | 0 – 0                                                                     | Lettonia                                                                  | Qual. Mondiali 2022                                                       | -                                                                         | 79’                                                                       |
| 8-10-2021                                                                 | Gibilterra                                                                | Gibilterra                                                                | 0 – 3                                                                     | Montenegro                                                                | Qual. Mondiali 2022                                                       | -                                                                         | 45+1’                                                                     |
| 11-10-2021                                                                | Oslo                                                                      | Norvegia                                                                  | 2 – 0                                                                     | Montenegro                                                                | Qual. Mondiali 2022                                                       | -                                                                         | 46’                                                                       |
| 13-11-2021                                                                | Podgorica                                                                 | Montenegro                                                                | 2 – 2                                                                     | Paesi Bassi                                                               | Qual. Mondiali 2022                                                       | -                                                                         |                                                                           |
| 16-11-2021                                                                | Podgorica                                                                 | Montenegro                                                                | 1 – 2                                                                     | Turchia                                                                   | Qual. Mondiali 2022                                                       | -                                                                         | 62’                                                                       |
| 24-3-2022                                                                 | Erevan                                                                    | Armenia                                                                   | 1 – 0                                                                     | Montenegro                                                                | Amichevole                                                                | -                                                                         | 82’                                                                       |
| 28-3-2022                                                                 | Podgorica                                                                 | Montenegro                                                                | 1 – 0                                                                     | Grecia                                                                    | Amichevole                                                                | 1                                                                         | 81’                                                                       |
| 23-9-2022                                                                 | Zenica                                                                    | Bosnia ed Erzegovina                                                      | 1 – 0                                                                     | Montenegro                                                                | UEFA Nations League 2022-2023 - 1º turno                                  | -                                                                         | 46’                                                                       |
| 24-3-2023                                                                 | Sofia                                                                     | Bulgaria                                                                  | 0 – 1                                                                     | Montenegro                                                                | Qual. Euro 2024                                                           | -                                                                         | 71’                                                                       |
| 27-3-2023                                                                 | Podgorica                                                                 | Montenegro                                                                | 0 – 2                                                                     | Serbia                                                                    | Qual. Euro 2024                                                           | -                                                                         | 71’                                                                       |
| 17-6-2023                                                                 | Podgorica                                                                 | Montenegro                                                                | 0 – 0                                                                     | Ungheria                                                                  | Qual. Euro 2024                                                           | -                                                                         | 72’                                                                       |
| 20-6-2023                                                                 | Podgorica                                                                 | Montenegro                                                                | 1 – 4                                                                     | Rep. Ceca                                                                 | Amichevole                                                                | -                                                                         | 77’                                                                       |
| 12-10-2023                                                                | Podgorica                                                                 | Montenegro                                                                | 3 – 2                                                                     | Libano                                                                    | Amichevole                                                                | 1                                                                         | 61’                                                                       |
| 17-10-2023                                                                | Belgrado                                                                  | Serbia                                                                    | 3 – 1                                                                     | Montenegro                                                                | Qual. Euro 2024                                                           | -                                                                         | 85’                                                                       |
| 16-11-2023                                                                | Podgorica                                                                 | Montenegro                                                                | 2 – 0                                                                     | Lituania                                                                  | Qual. Euro 2024                                                           | -                                                                         |                                                                           |
| 19-11-2023                                                                | Budapest                                                                  | Ungheria                                                                  | 3 – 1                                                                     | Montenegro                                                                | Qual. Euro 2024                                                           | -                                                                         |                                                                           |
| 5-6-2024                                                                  | Bruxelles                                                                 | Belgio                                                                    | 2 – 0                                                                     | Montenegro                                                                | Amichevole                                                                | -                                                                         | 87’                                                                       |
| 9-6-2024                                                                  | Podgorica                                                                 | Montenegro                                                                | 1 – 3                                                                     | Georgia                                                                   | Amichevole                                                                | -                                                                         | 59’                                                                       |
| 6-9-2024                                                                  | Reykjavík                                                                 | Islanda                                                                   | 2 – 0                                                                     | Montenegro                                                                | UEFA Nations League 2024-2025 - 1º turno                                  | -                                                                         | 24’ 60’                                                                   |
| 9-9-2024                                                                  | Nikšić                                                                    | Montenegro                                                                | 1 – 2                                                                     | Galles                                                                    | UEFA Nations League 2024-2025 - 1º turno                                  | -                                                                         | 70’                                                                       |
| 11-10-2024                                                                | Samsun                                                                    | Turchia                                                                   | 1 – 0                                                                     | Montenegro                                                                | UEFA Nations League 2024-2025 - 1º turno                                  | -                                                                         | 61’ 90+3’                                                                 |
| 6-6-2025                                                                  | Plzeň                                                                     | Rep. Ceca                                                                 | 2 – 0                                                                     | Montenegro                                                                | Qual. Mondiali 2026                                                       | -                                                                         | 62’                                                                       |
| 9-6-2025                                                                  | Niksic                                                                    | Montenegro                                                                | 2 – 2                                                                     | Armenia                                                                   | Amichevole                                                                | -                                                                         | 63’                                                                       |
| Totale                                                                    |                                                                           | Presenze                                                                  | 28                                                                        |                                                                           | Reti                                                                      | 2                                                                         |                                                                           |

## Palmarès

### Club

#### Competizioni nazionali
- Campionato montenegrino: 1

Sutjeska: 2018-2019